# Ogród Botaniczny Uniwersytetu Lublańskiego
Ogród Botaniczny Uniwersytetu Lublańskiego (słoweń. Botanični vrt Univerze v Ljubljani) – ogród botaniczny założony w Lublanie jest najstarszym ogrodem botanicznym w Europie Południowo-Wschodniej oraz jedną z najstarszych organizacji kulturalnych, naukowych i edukacyjnych w Słowenii. Ogród został założony pod kierownictwem Franca Hladnika w 1810 roku. Występuje tutaj ponad 4500 gatunków i podgatunków roślin rosnących na powierzchni 2 hektarów (4,9 akrów), a około jedna trzecia jest endemiczna dla Słowenii, podczas gdy reszta pochodzi z innych miejsc w Europie i z innych kontynentów.
11 lipca 2010 roku ogród obchodził dwusetną rocznicę swojego istnienia. Z tej okazji opublikowano monografię „200 lat Ogrodu Botanicznego w Lublanie” autorstwa Jože Bavcona, a Bank Słowenii wyemitował pamiątkową monetę euro przedstawiającą kwiatostan Hladnikia pastinacifolia otoczony napisem „200 LAT • OGRÓD BOTANICZNY • LUBLJANA • SŁOWENIA 2010”.

## Lista dyrektorów Ogrodu Botanicznego
- Franciszek Hladnik (1810–1834)
- Janez Nepomuk Biatzowski (1834–1850)
- Andrej Fleischmann (1834–1867)
- Walenty Konsek (1867–1886)
- Alfonz Pawlin (1886–1931)
- Jože Lazar (1946–1967)
- Vinko Strgar (1968–1992)
- Ton Wrabera (1992–1995)
- Jože Bavcon (od 1995)